# Еммануель в Америці
«Еммануель в Америці» (італ. Emanuelle in America) — італійський еротичний фільм 1977 року, створений режисером Джо д'Амато за мотивами творів Еммануель Арсан.

## Сюжет
Еммануель послали в Каліфорнію, щоб взяти інтерв'ю у мультимільйонера Рудольфа Браумена. Але вона розкопує компрометуючі знімки мільйонера, після чого редакція надсилає її розслідувати про бордель у Венеції.

## В ролях
- Лаура Гемсер — Мей «Еммануель» Джордан, журналістка
- Габріеле Тінті — Альфредо Ельвіз
- Роджер Браун — Сенатор
- Ріккардо Сальвіно — Білл
- Ларс Бліх — Ерік фон Даррен
- Паола Сенатора — Лаура Ельвіз
- Марія П'єра Реголі — Діана Сміт
- Джуліо Бьянчі — Тоні
- Єфрем Аппель — Джо
- Марина Хедман — в титрах не вказана